# 彩香 (ユニット)
彩香 (さいか)は、坂口彩（さかぐち あや）と実樹香（みき かおり）からなる二人組ユニット。ユニット名「彩香」は、二人の名前に由来している。
埼玉県さいたま市の観光大使「さいたま観光大使」を務める。

## 概要
2011年10月15日、社団法人（現・公益社団法人）埼玉中央青年会議所主催の『THE登竜門6th 夢KANAユニットオーディション』（さいたま市出身であるタケカワユキヒデ作曲のさいたま市歌『希望（ゆめ）のまち』を踊りながら唄うユニットオーディション）にてグランプリを受賞（審査委員長はタケカワユキヒデ）。
2011年11月4日、夢KANAユニットオーディション6代目グランプリとして、さいたま市長よりさいたま観光大使の委嘱を受ける。任期は2012年10月31日まで。さいたま観光大使として、二人の本業である女優としての仕事の傍ら、『希望のまち』を歌い広めながら、さいたま市のPRを行う。